# Réacteur nucléaire G3
Pour les articles homonymes, voir G3.
Le réacteur nucléaire G3 est un réacteur nucléaire militaire construit à partir de 1956 par le Commissariat à l'énergie atomique (CEA) à Marcoule, et actuellement en phase de démantèlement nucléaire. Il utilisait de l'uranium naturel (non enrichi) comme  combustible nucléaire, et était modéré par du graphite, dont il tient son nom G3 (G pour graphite).
Plus gros que leur prédécesseur G1, les réacteurs G2 et G3 - d'une puissance thermique de 250 mégawatt chacun - étaient refroidis non pas par de l'air comme G1 mais par un gaz sous pression en circuit fermé, le dioxyde de carbone (CO2), à l'instar du réacteur EL2 fonctionnant depuis 1952 au centre CEA de Saclay. Il s'agit donc des deux premiers réacteurs de la filière française des réacteurs à l'uranium naturel graphite gaz (UNGG).
Le réacteur G3 a été mis en service le 8 juin 1959. Son combustible nucléaire était fourni par l'usine du Bouchet puis l'usine de Malvesi. Le plutonium produit par G3 fut extrait à l'usine de plutonium UP1 puis employé pour des essais nucléaires français.
Pour modérer la réaction de fission nucléaire, les 12 000 barres de combustible de G3 étaient insérées dans un bloc de 1 200 tonnes de graphite percé d'environ 50 puits verticaux prévus pour le passage des barres de contrôle et de sécurité. Avec G1 et G3, G2 produisit environ 100 kg de plutonium par an. L'utilisation du combustible de G3, comme G1 et G2, n'était pas optimale d'un point de vue économique, parce qu'il était maintenu juste assez longtemps dans la pile pour produire du plutonium.
Dès mai 1955, EDF était associée aux études du projet d'une installation de production d'électricité de 40 mégawatts électrique. L'installation fut couplée au réseau électrique en avril 1960. Cette collaboration avec le CEA a permis à EDF de construire le réacteur EDF1 dans la centrale nucléaire de Chinon, qui produira de l'électricité à partir du 14 juin 1963.
Le réacteur G3 est arrêté définitivement en 1984. Les opérations d’assainissement puis de démantèlement de G3 ont débuté en 1986. La première phase de démantèlement a consisté à déposer l’ensemble des circuits externes, notamment celui de refroidissement, et à assurer le confinement des blocs réacteurs. Elle s’est achevée en 1996.  Selon le CEA, le démantèlement complet reprendra en 2020 lorsque la radioactivité résiduelle aura décru et que le stockage des déchets sera possible, pour s'achever en 2035.